# محمد توفيق (لاعب كرة قدم)
محمد توفيق (بالإندونيسية: Muhammad Taufiq) هو لاعب كرة قدم إندونيسي في مركز الوسط، ولد في 29 نوفمبر 1986 في تاراكان في إندونيسيا. شارك مع منتخب إندونيسيا لكرة القدم. أما مع النوادي، فقد لعب مع برسيب باندونغ.

## وصلات خارجية
- محمد توفيق (لاعب كرة قدم) على موقع قاعدة بيانات كرة القدم.إي يو (الإنجليزية)
- محمد توفيق (لاعب كرة قدم) على موقع ناشيونال فوتبول تيمز (الإنجليزية)
- محمد توفيق (لاعب كرة قدم) على موقع Soccerway.com (الإنجليزية)